# ジル・ケネールヴェ
ジル・ケネールヴェ（Gilles Quénéhervé、1966年5月17日 - ）は、フランスの陸上競技選手。1980年代から1990年代にかけて活躍した男子短距離選手。1988年ソウルオリンピックの銅メダリストである。パリ出身。

## 経歴
ケネールヴェは、1986年のヨーロッパ選手権に4×100mRのメンバーとして出場。4位とメダルにわずかに手が届かなかった。1987年のシーズン当初、ヨーロッパ室内選手権と世界室内選手権の200mでともに4位となると、同年夏にローマで行われた世界選手権の200mでは、20秒16のフランス新記録で、優勝を争ったアメリカのカルヴィン・スミスと同タイムでゴール。写真判定の末惜しくも優勝を逃し2位となった。
1988年ソウルオリンピックでは、200mと4×100mRに出場。200mでは決勝進出を果たしたものの20秒40で6位に終わる。しかし、4×100mRはブルーノ・マリーローズ、ダニエル・サングーマ、マクシ・モリニエールとメンバーを組み、38秒40で、ソ連、イギリスに次いで銅メダルを獲得した。
1992年バルセロナオリンピックでも200mと4×100mRに出場したものの、かつての力はなく、200mは二次予選、4×100mRも準決勝で敗退した。そして、現役最後の大会となった1997年のアテネで開催された世界選手権では200mは一次予選で敗退。4×100mRは決勝のみ出場であったが、チームは失格に終わっている。

## 自己ベスト
- 100m - 10秒17 (1994年6月18日)
- 200m - 20秒16 (1987年9月3日)

## 主な実績
| 年   | 大会                         | 場所                         | 種目    | 結果      | 記録   |
| ---- | ---------------------------- | ---------------------------- | ------- | --------- | ------ |
| 1986 | ヨーロッパ陸上競技選手権大会 | シュトゥットガルト(西ドイツ) | 4×100mR | 4位       | 38秒81 |
| 1987 | 世界陸上競技選手権大会       | ローマ(イタリア)             | 200m    | 2位       | 20秒16 |
| 1988 | オリンピック                 | ソウル（韓国）               | 200m    | 6位       | 20秒40 |
| 1988 | オリンピック                 | ソウル（韓国）               | 4×100mR | 3位       | 38秒40 |
| 1991 | 世界陸上競技選手権大会       | 東京(日本)                   | 100m    | 5位（1q） | 10秒59 |
| 1992 | オリンピック                 | バルセロナ(スペイン)         | 200m    | 5位（qf） | 20秒96 |
| 1992 | オリンピック                 | バルセロナ(スペイン)         | 4×100mR | 5位（sf） | 39秒02 |
| 1997 | 世界陸上競技選手権大会       | アテネ(ギリシャ)             | 200m    | 4位（1q） | 20秒93 |
| 1997 | 世界陸上競技選手権大会       | アテネ(ギリシャ)             | 4×100mR | -         | DQ     |

- sfは準決勝、qfは二次予選、1qは一次予選